# Mitja Mahorič
Mitja Mahorič, slovenski kolesar, * 12. maj 1976.
Mahorič je med letoma 2002 in 2011 tekmoval za kluba Perutnina Ptuj-KRKA-Telekom Slovenije in Adria Mobil. Dvakrat je osvojil Dirko po Sloveniji ter po dvakrat postal državni prvak v cestni dirki in vožnji na čas.